# Stefan Orzechowski (żołnierz)

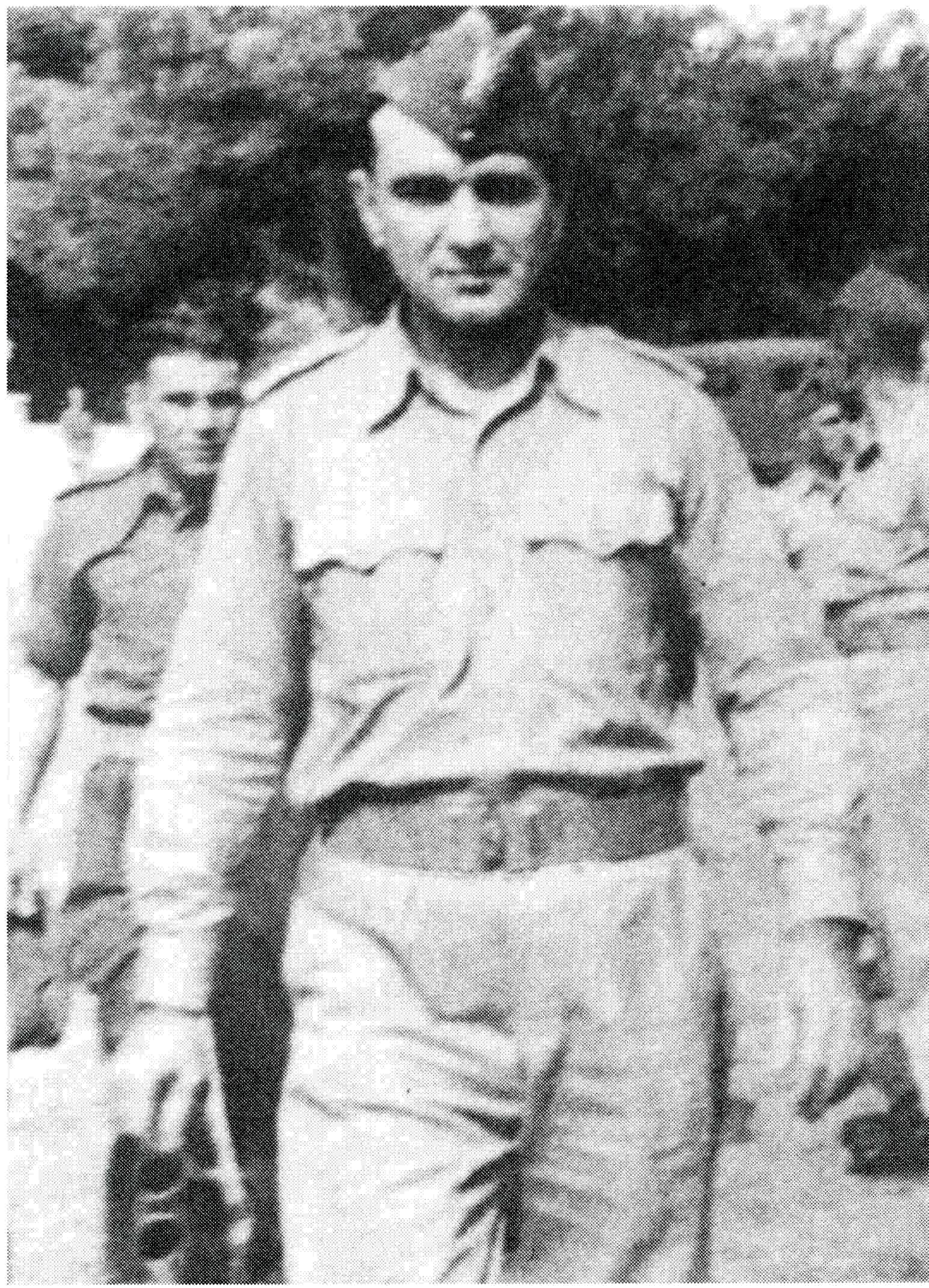
Stefan Orzechowski w okresie służby w 5 Kresowej Dywizji Piechoty, podczas kampanii włoskiej w 1944 roku

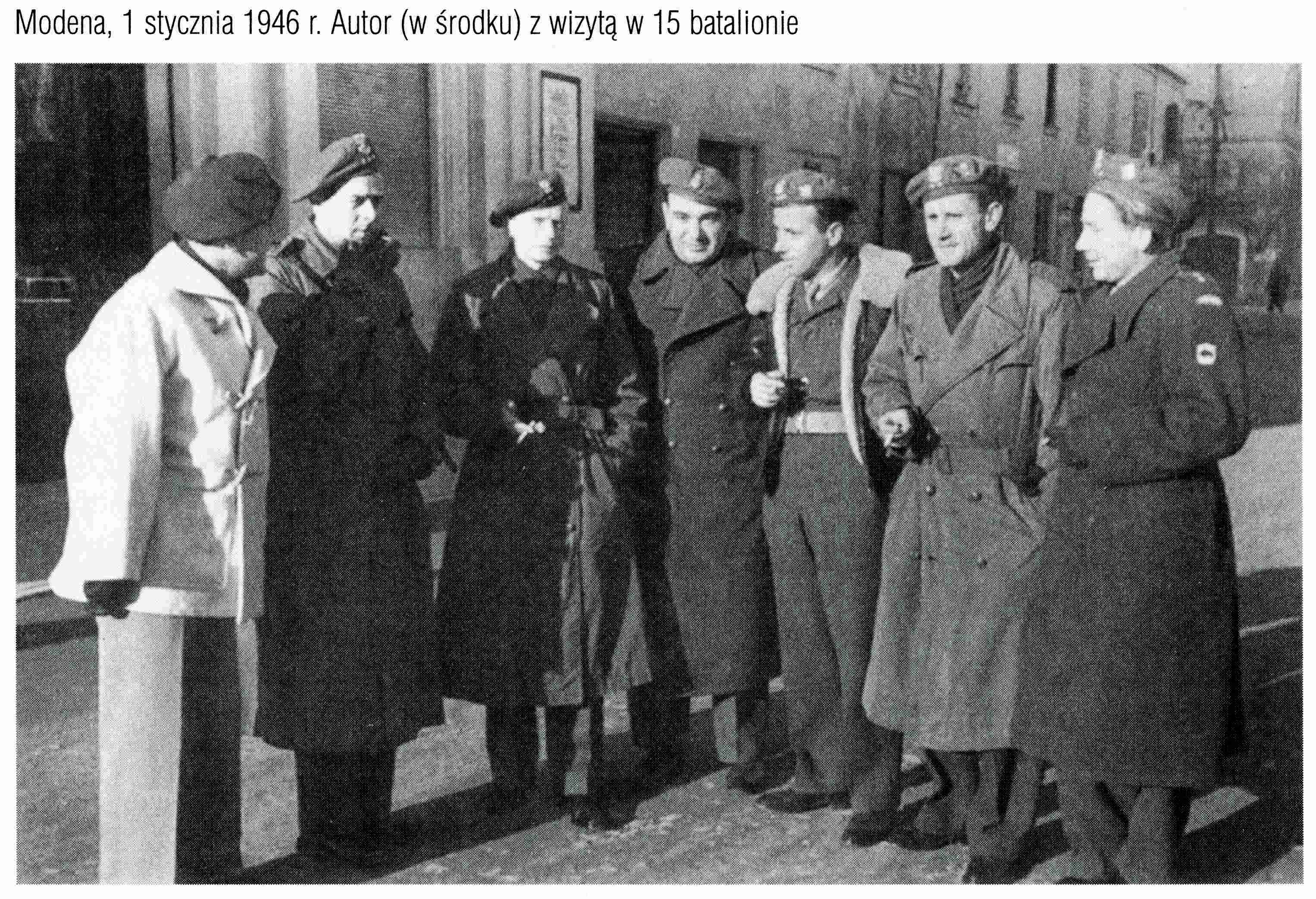
Stefan Orzechowski – pośrodku – wizytujący 15 batalion 5 Kresowej Dywizji Piechoty, Modena, 1946

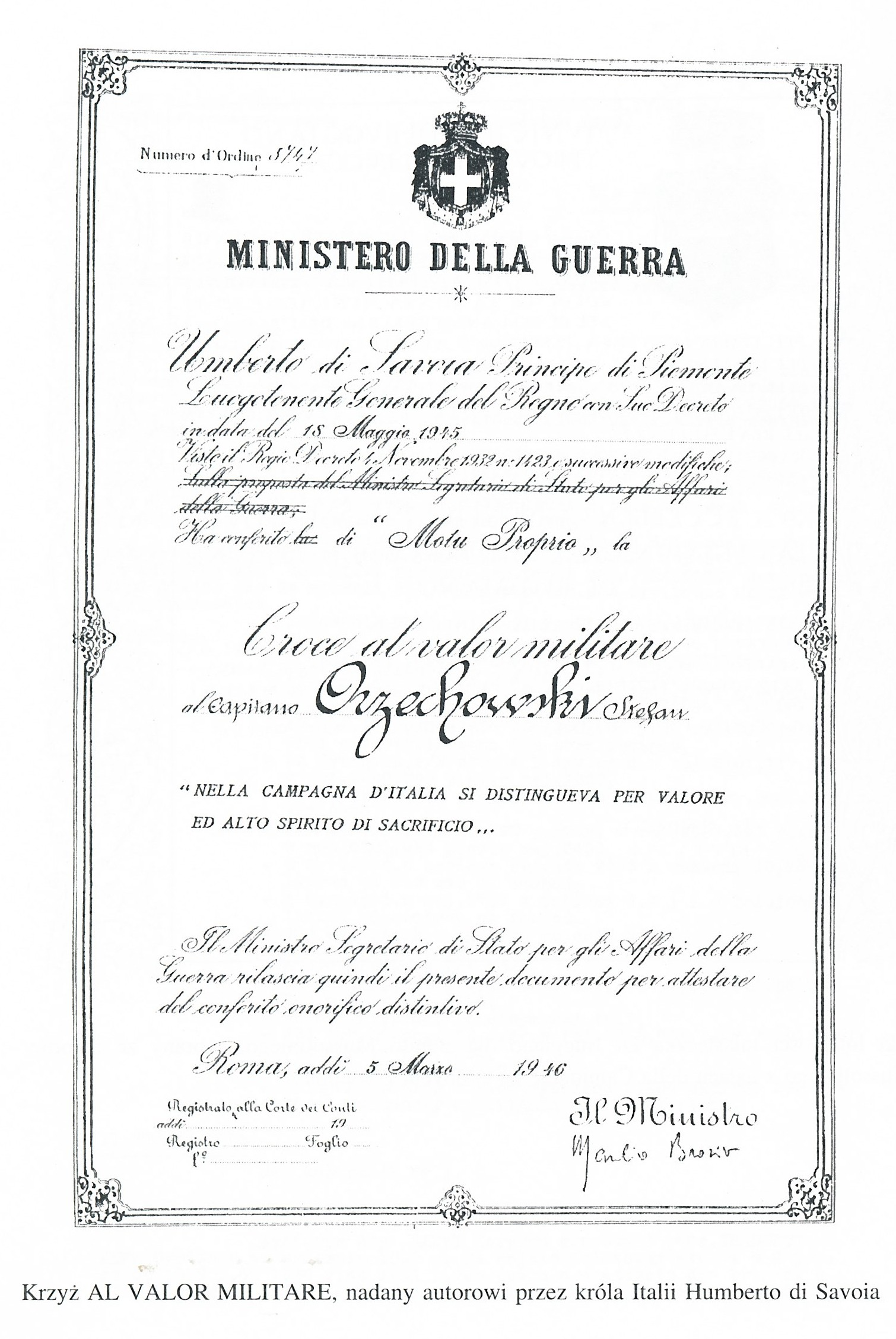
Dyplom włoskiej odznaki Krzyż Wojenny za Męstwo Wojskowe – „Croce al Valor Militare”, wystawiony Stefanowi Orzechowskiemu w 1946

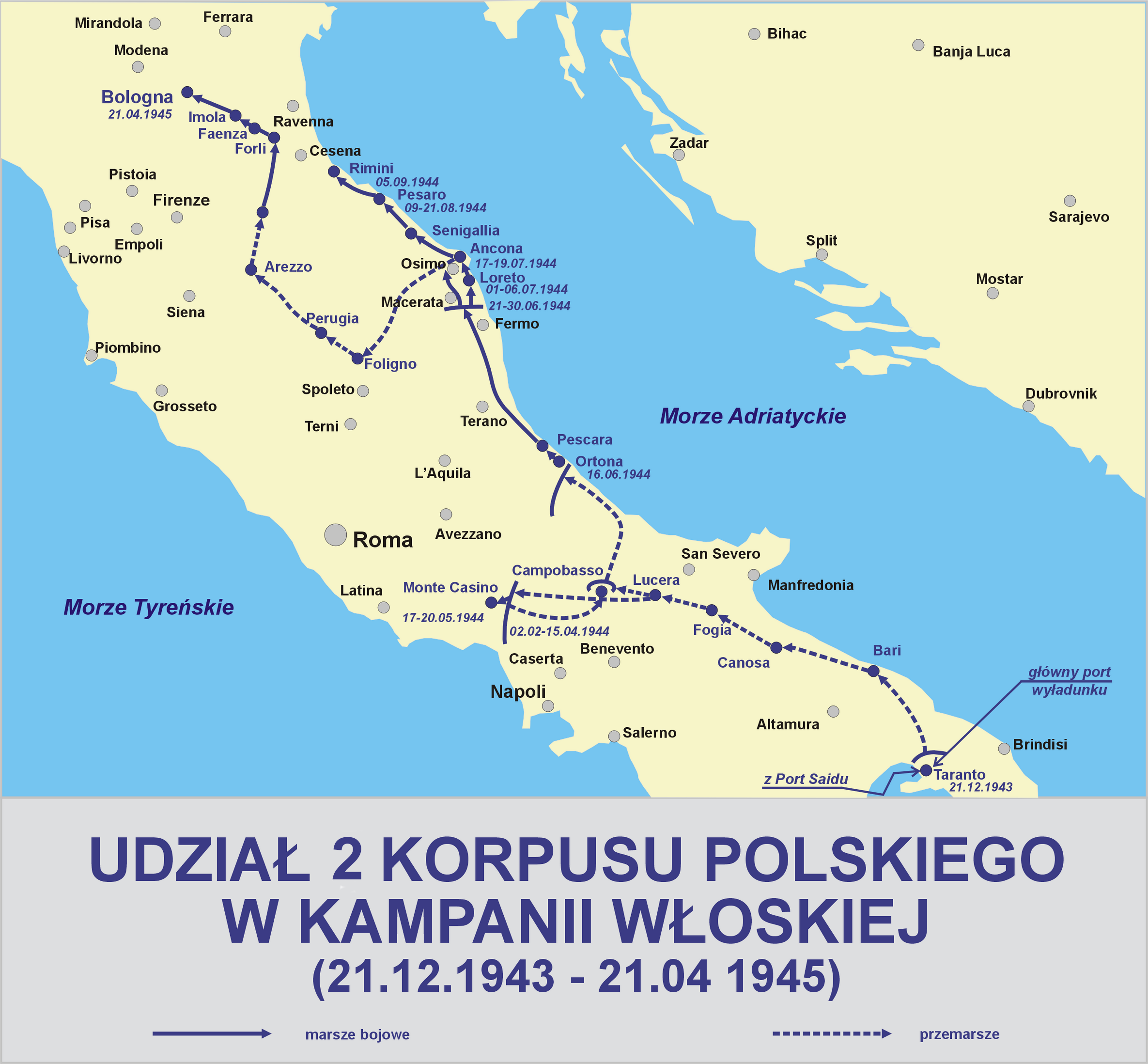

Stefan Orzechowski (ur. 27 sierpnia 1904 w Łodzi, zm. 13 czerwca 2002) – podpułkownik Wojska Polskiego, pamiętnikarz-monografista 5 Kresowej Dywizji Piechoty.

## Życiorys

### Młodość
Stefan Orzechowski urodził się 27 sierpnia 1904 roku w Łodzi. Jego rodzicami byli Stanisław, technik włókienniczy i Julianna z Jankowskich. W 1923 r. ukończył w Łodzi gimnazjum handlowe. Jako uczeń był aktywnym drużynowym w Związku Harcerstwa Polskiego i w Harcerskim Klubie Sportowym, gdzie uprawiał grę w piłkę nożną.
Jego służba wojskowa rozpoczęła się w 1924 r., kiedy to został powołany do wojska. Ukończył Szkołę Podchorążych Rezerwy w Skierniewicach. Na stopień podporucznika został mianowany ze starszeństwem z 1 stycznia 1930 w korpusie oficerów rezerwy piechoty. W 1934 pozostawał w ewidencji Powiatowej Komendy Uzupełnień Łódź Miasto II. Posiadał wówczas przydział do 31 Pułku Strzelców Kaniowskich.
Pracując od 1926 roku w oddziale bilansowym Izby Skarbowej w Łodzi, podjął zarazem studia na Wydziale Nauk Ekonomicznych i Społecznych Warszawskiej Wolnej Wszechnicy (Oddział w Łodzi). Następnym jego miejscem pracy od 1929 roku była „Elektrobudowa S. A.” działająca w przemyśle maszynowym – producent między innymi silników elektrycznych i transformatorów. Zajmował się tam ewidencją kosztów ich produkcji, a następnie od 1935 roku, do wybuchu wojny 1 września 1939 – kierował działem sprzedaży.

### Początki służby wojskowej
W czasie kampanii wrześniowej 1939 walczył w szeregach baonu strzelców nr 4, który był przydzielony do 10 Dywizji Piechoty. Batalion ten, po rozbiciu w walkach, wycofano w okolice Modlina, a następnie Brześcia nad Bugiem. Planowano bowiem wykorzystać go wraz z innymi wycofanymi oddziałami przy tworzeniu linii obrony opartej o Wisłę i San. Plan ten jednak nie został zrealizowany, ponieważ wschodnią granicę Polski przekroczyła Armia Czerwona, a Wojsko Polskie obowiązywał rozkaz nie stawiania oporu.

### Niewola w sowieckim obozie pracy przymusowej
Następny rozdział życiorysu Orzechowskiego to niewola sowiecka, w której znalazł się wraz ze swym oddziałem w nocy z 17 na 18 września 1939. Został wtedy przydzielony do obozu żołnierskiego, ponieważ ukrył swój stopień oficerski. W przeciwnym razie mógłby zostać ofiarą mordu katyńskiego popełnionego w 1940 roku na oficerach Wojska Polskiego.
Ten dwuletni okres spędził najpierw w jenieckim obozie pracy w pobliżu miasta Bolszoje Zaporoże (Obwód dniepropetrowski). Następnie – wobec odmowy pracy w dniu Bożego Narodzenia – został przeniesiony wraz z kolegami do tak zwanego poprawczego obozu nad Dźwiną Północną, w dół rzeki od miasta Kotłas w kierunku Morza Białego (Komi ASRR, obecnie Obwód archangielski), gdzie pracował od połowy stycznia 1940 w niezwykle surowych warunkach (śmiertelność w pierwszym roku ok. 20%, w drugim – ok. 30% – (zob. szerzej: Gułag).

### Zwolnienie z obozu pracy i służba w Polskich Siłach Zbrojnych w ZSRR
W tych warunkach dotrwał Orzechowski do sierpnia 1941, kiedy to po uderzeniu Niemiec na Rosję i zawarciu 30 lipca 1941 układu Sikorski-Majski, wprowadzono w ZSRR tak zwaną amnestię dla obywateli polskich i rozpoczęto rekrutację uwięzionych w łagrach Polaków do tworzonych tam oddziałów Wojska Polskiego.
W tym miejscu warto zacytować Stefana Orzechowskiego, który w swej książce opisał, jak odbywało się – po wejściu w życie „amnestii” – ujawnienie ukrytych uprzednio stopni oficerskich:

>>Najciekawszy był apel gen. Żukowa, aby wystąpili z szeregów przed trybunę oficerowie. On w imieniu rządu sowieckiego gwarantuje im nietykalność. Nikt nie wyszedł. Po paru minutach narad między Żukowem a Andersem i Sulikiem przemówili do nas gen. Anders i płk Sulik. Obaj oświadczyli, że jesteśmy potrzebni i nie będziemy ponosić żadnych konsekwencji za ukrywanie stopni oficerskich. >Prosimy, abyście wyszli<. Po ich oświadczeniu wystąpiło jednocześnie z szeregów przed trybunę 31 oficerów, wśród nich byłem ja. Trzeba było widzieć zamarłe twarze oficerów NKWD, na których malowało się zdumienie z niedowierzaniem<<.

Po zwolnieniu z łagru (Gułag) i ujawnieniu stopnia oficerskiego, Orzechowski w charakterze dowódcy grupy 1200 żołnierzy, dotarł 6 września 1941 r. do 5 Dywizji Piechoty w Tatiszczewie (ros. Татищево), położonym w obwodzie saratowskim.
Następnie na wiosnę 1942 znalazł się w Dżalalabadzie (w Kirgistanie), gdzie odbywały się ćwiczenia i szkolenie oddziałów.

### Ewakuacja z ZSRR i służba na Bliskim Wschodzie
Po ewakuacji z terytorium ZSRR do Iranu, a następnie do Iraku (marzec-wrzesień 1942) powierzono Orzechowskiemu stanowisko oficera wywiadowczego w dowództwie 5 Brygady, wreszcie – po 15-miesięcznych szkoleniach (1943) – otrzymał przydział do dowództwa 5 Dywizji Kresowej, w której kontynuował służbę w następnych latach w strukturach 2 Korpusu, szczególnie we Włoszech.
Stefan Orzechowski opisał funkcje Oddziału wywiadowczego 5 Kresowej Dywizji Piechoty – w tym również swoje – w następujący sposób:

>> Oddział informacyjny 5 Kresowej miał czterech oficerów wyszkolonych w swoich specjalnościach. Szefem oddziału był kpt. Antoni Rólski, który koordynował wiadomości o nieprzyjacielu, oceniał ich przydatność i dyktował komunikaty dla oddziałów. Ja por. Stefan Orzechowski, byłem oficerem wywiadowczym i zastępcą szefa. Zbierałem wiadomości o nieprzyjacielu bezpośrednio z oddziałów walczących, tzn. przesłuchiwałem na gorąco jeńców i dezerterów, przywoziłem zdobyte mapy i dokumenty. Oficerem do spraw łączności z artylerią i lotnictwem rozpoznawczym był por. Kola Biernadski – specjalista od interpretacji zdjęć lotniczych i nanoszenia celów na mapy. Był to ważny oficer w oddziale, ściśle z nim współpracowałem. Oficerem łącznikowym do sąsiadów walczących z obu stron Kresowej był ppor. Jerzy Treter, który zbierał informacje o nieprzyjacielu na sąsiednich odcinkach walki. Były to również ważne dane.

Okres służby Orzechowskiego w dywizji trwał aż do jej rozformowania w 1947 i obejmował lata: 1942 – ewakuacja z Rosji na Bliski Wschód, 1943 – przesunięcie 2 Korpusu do Palestyny, październik i częściowo listopad 1943 – wielkie manewry na terenach Palestyny i Libanu, koniec 1943 – przesunięcie części 2 Korpusu do Egiptu), styczeń 1944 przesunięcie pozostałych oddziałów do Egiptu, luty 1944 – przetransportowanie (drogą morską) Dywizji z Port Saidu do Tarentu we Włoszech. Od tej chwili rozpoczął się udział Orzechowskiego w działaniach przygotowawczych i w 14-miesięcznych walkach 2 Korpusu we Włoszech – w okresie: luty 1944 – kwiecień 1945.

### Kampania włoska
W jego służbie podczas kampanii włoskiej można wyróżnić następujące fazy:
- od połowy lutego – do 22 marca 1944 – walki patrolowe i artyleryjskie w rejonie gór Monte San Pietro, i Monte Santa Croce,
- 11–18 maja 1944 – udział Orzechowskiego jako oficera wywiadowczego 5 Dywizji Kresowej w bitwie o Monte Cassino,
- 23 czerwca – 31 sierpnia 1944 działania nad Morzem Adriatyckim, a szczególnie:
  - 14–18 lipca 1944 walki o Anconę,
  - 20 lipca – 5 sierpnia walki w rejonie Ripe (Ankona),
  - 6–10 sierpnia 1944 walki pod Monterado i Cesano,
  - 18–22 sierpnia 1944 walki nad rzeką Metauro,
  - 23–31 sierpnia 1944 natarcie na betonowe pozycje linii obronnej Gotów,
- jesień 1944 – bitwa o Santa Sofia, walki w Apeninie Emiliańskim (zob. Geografia San Marino), bitwa o Monte Grosso (Włochy), bitwa o Predappio i bitwy górskie w rejonie Predappio,
- późna jesień 1944 – listopad – walki górskie na Monte Testo, Monte Casaluda, Monte Agostino, bitwy pod Monte Cerrero i Monte Fortino,
- grudzień i początek stycznia 1945 – walki pozycyjne na wschód od rzeki Senio między innymi w rejonach Riolo dei Bagni, Cuffiano, Monte dall Olio,
- marzec 1945 – po przerwie na uzupełnienie stanów osobowych i sprzętu – walki pozycyjne nad rzeką Senio,
- 9 do 21 kwietnia 1945 – bitwa o Bolonię, przełamanie obrony na rzece Senio, walki nad Santerno,
- 21 kwietnia 1945 – zdobycie Bolonii i rozkaz dowództwa 2 Korpusu o zaprzestaniu walk[11].

Tak więc początkiem szlaku bojowego Stefana Orzechowskiego w Italii było lądowanie 5 Kresowej Dywizji Piechoty w Tarencie (luty 1944), a jego zakończeniem – zdobycie Bolonii (kwiecień 1945). Natomiast od maja 1945 uczestniczył w służbie społecznej pełnionej przez żołnierzy 5 Kresowej Dywizji Piechoty na rzecz rodzin żołnierskich i uchodźców polskich uwolnionych z obozów niemieckich i służby wartowniczej (zwłaszcza przy magazynach wojskowych). Zakończył ją na jesieni 1946, po czym – późną jesienią 1946 – w związku z ewakuacją 2 Korpusu do Wielkiej Brytanii – znalazł się na Wyspach Brytyjskich (wraz ze sprowadzoną z Polski rodziną).

### Emigracja
Po rozformowaniu dywizji w 1947 – wobec trudności zatrudnienia w swym zawodzie (ekonomia, finanse) – odbył Orzechowski kurs elektromechaniczny, a następnie podjął decyzję o emigracji wraz z rodziną do Argentyny. Spędził tam okres 20 lat, by w 1967 przenieść się do Stanów Zjednoczonych, gdzie między innymi w końcowym okresie życia był zatrudniony w charakterze doradcy finansowego w szpitalu. W 2001 otrzymał awans ze stopnia majora na stopień podpułkownika. Zmarł w 2002.

## Ordery i odznaczenia
Na podstawie m.in. zdjęcia:

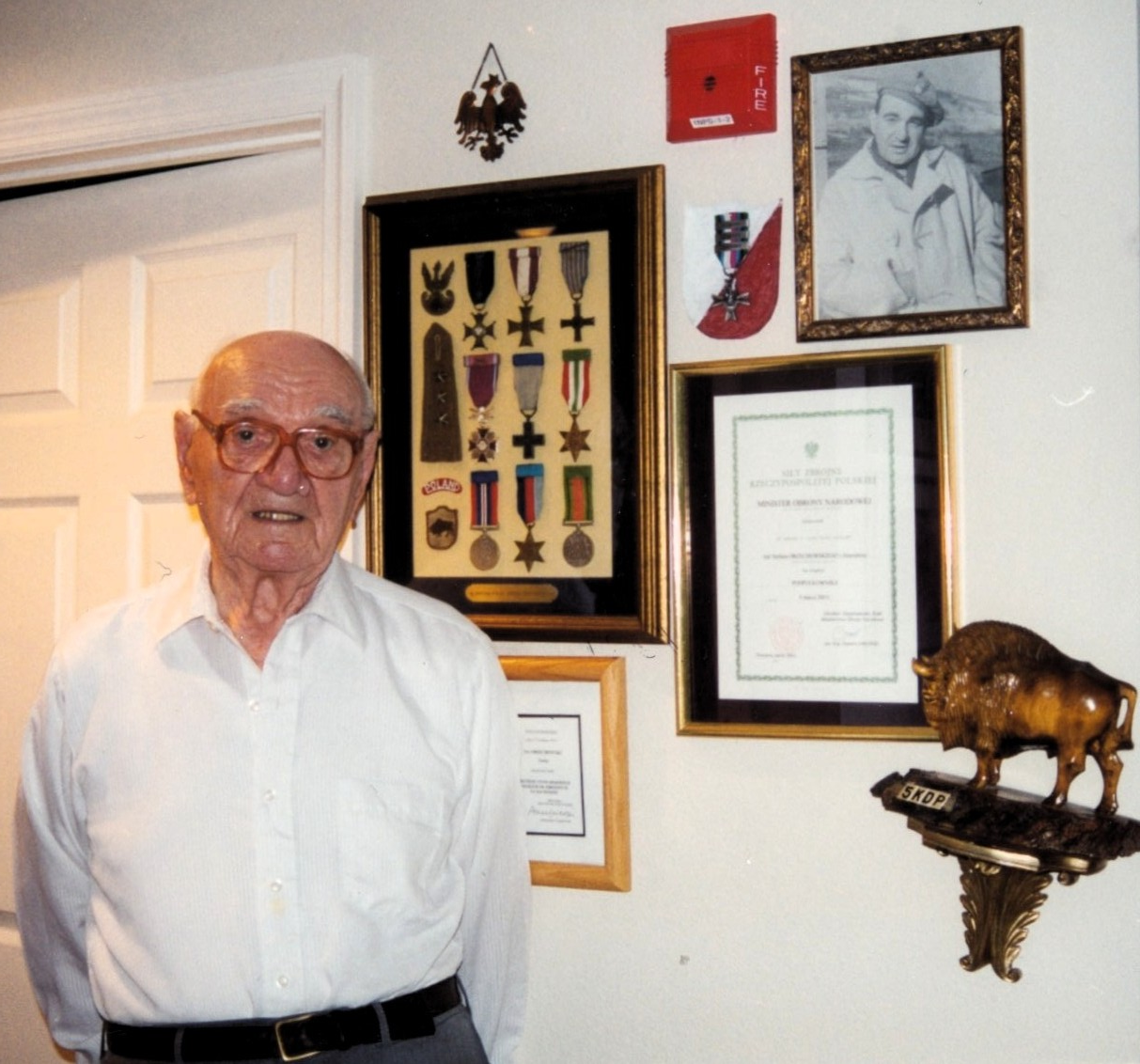
Stefan Orzechowski w swym „kąciku patriotycznym” (jak go nazywał). W gablocie ściennej widać jego odznaczenia wojskowe, 3 grudnia 2001

- Krzyż Srebrny Orderu Wojennego Virtuti Militari[14]
- Krzyż Walecznych[15]
- Złoty Krzyż Zasługi z Mieczami
- Krzyż Pamiątkowy Monte Cassino
- Krzyż Czynu Bojowego Polskich Sił Zbrojnych na Zachodzie[16]
- Krzyż Wojenny za Męstwo Wojskowe – Królestwo Włoch
- Gwiazda 1939–1945 – Wielka Brytania
- Gwiazda Italii – Wielka Brytania
- Medal Obrony – Wielka Brytania
- Medal Wojny 1939-45 – Wielka Brytania